# Mads Nissen
Mads Nissen (* 17. listopadu 1979, Hobro) je dánský dokumentární fotograf a vítěz World Press Photo of the Year v letech 2015 a 2021.

## Život a dílo
Nissen se narodil 17. listopadu 1979 v dánském Hobru. Studium ukončil s vyznamenáním na dánské novinářské škole v roce 2007.
V letech 2004–2006 pracoval jako zaměstnaný fotograf v dánských novinách Politiken a následně jako nezávislý fotoreportér v časopisech Newsweek, Time, Der Spiegel, Stern nebo The Sunday Times.
Přestěhoval se do čínské Šanghaje (2007–2008), aby dokumentoval lidské a sociální důsledky historického ekonomického růstu Číny. Od roku 2014 pracoval jako zaměstnaný fotograf v dánském deníku Politiken, mezinárodně chváleném deníku za silnou oddanost vizuální žurnalistice. Kromě Politikenu byly jeho snímky publikovány v časopisech Time, Newsweek, CNN, National Geographic, The Guardian, Stern, Der Spiegel a v mnoha dalších publikacích.
Často přednáší a organizuje workshopy, pořádá samostatné výstavy po celé Evropě a Latinské Americe, například na místech, jako je Nobelovo mírové centrum (Norsko), Národní muzeum (Kolumbie), GAF (Německo), Frederiksborg Slot (Dánsko) nebo Festival dela Fotografia Etica (Itálie).
V roce 2015 byla jeho fotografie dvou homosexuálů v Petrohradě ze seriálu o homofobii v Rusku vybrána jako World Press Photo of the Year. V roce 2021 byl znovu nominován na udělení tohoto ocenění. V roce 2018 byl potřetí v Dánsku jmenován „Fotografem roku“. Dvakrát se dostal do užšího výběru jako fotograf roku Pictures of the Year International Award (POYi).
Nissen vydal tři fotoknihy: The Fallen (People's Press), Amazonas (Gyldendal) a naposledy We are Indestructible (GOST). Tato kniha poskytuje pohled na vícevrstvé švy kolumbijské minulosti, současnosti a budoucnosti a je vyvrcholením mnohaleté práce v zemi. Poskytuje portrét válkou zmítané země, která nově složitě nalézá mír po více než 50 letech konfliktů.

## Publikace

### Knihy od Nissena
- The Fallen. Berlingske Media Forlag / Peoples, 2010. ISBN 9788799410101.
- Amazonas. Gyldendal, 2013. ISBN 978-8-7021361-0-4.[7]
- We are Indestructible. GOST, 2018. ISBN 978-1-910401-23-1.

### Knihy s příspěvky Nissena
- A New Documentary. The Manuel Rivera-Ortiz Foundation for Documentary Photography & Film, 2013. ISBN 978-0-9896053-0-4.

## Ocenění
- 2006: třetí cena (spolu se dvěma dalšími), Days Japan International Photojournalism Awards.[8]
- 2007: třetí cena, Days Japan International Photojournalism Awards.[9]
- 2007: Vítěz ceny a grantu Scanpix; Nejlepší bakalářský projekt – Dánská škola žurnalistiky[10]
- 2007:	Danish Press Photo of the Year, Best Photo of the Year
- 2010:	Picture of the Year: Issue Reporting Picture Story, třetí cena
- 2010:	Picture of the Year: Photographer of the Year, druhá cena
- 2010:	Danish Press Photo of the Year, News Picture of the Year, první cena
- 2010:	Danish Press Photo of the Year, Best Foreign News Picture story, první cena
- 2010:	Danish Press Photo of the Year, Best Foreign Picture Story, první cena
- 2010:	Danish Press Photo of the Year, Photographer of the Year
- 2011: Manuel Rivera-Ortiz Foundation Photography Grant.[11][12]
- 2011:	Best Of Photojournalism, Best Published Picture Story, druhá cena
- 2011:	Danish Press Photo of the Year, Best Multimedia, první cena[10]
- 2011:	World Press Photo, Daily Life Picture Story, třetí cena, for a Libyan fighter standing on a burning tank.[13][14]
- 2012:	Picture of the Year: News Picture Story, druhá cena
- 2012:	Danish Press Photo of the Year, Best Foreign News Picture story, první cena
- 2012:	Danish Press Photo of the Year, Best Foreign Picture story, první cena
- 2012:	Danish Press Photo of the Year, Best Photo of the Year
- 2012:	Danish Press Photo of the Year, Photographer of the Year
- 2014:	Danish Press Photo of the Year, Best Foreign News Picture story, první cena
- 2014:	Picture of the Year: Issue Reporting Picture Story, třetí cena
- 2015:	Picture of the Year: Feature Story, třetí cena
- 2015:	Best Of Photojournalism, Portrait and Personality, první cena
- 2015:	Best Of Photojournalism, International News Picture Story, první cena
- 2015:	Best Of Photojournalism, Photojournalist of the Year (large markets), třetí cena
- 2015:	World Press Photo, Contemporary Issues, Single, první cena
- 2015:	World Press Photo, Picture of the Year[15]
- 2017:	Danish Press Photo of the Year, Best Foreign Picture Story, první cena
- 2018:	Picture of the Year, Best Portrait, druhá cena
- 2018:	Danish Press Photo of the Year, Best Foreign Picture Story, první cena
- 2018:	Danish Press Photo of the Year, Photographer of the Year
- 2018:	Best of Photojournalism: Photographer of the Year, Award of Excellence
- 2018:	Picture of the Year: Photographer of the Year, Award of Excellence
- 2019:	PDN: Best Photobook, Winner[10]
- 2019:	Picture of the Year: Photography book of the Year, finalista
- 2020:	Picture of the Year: Daily Life, první cena
- 2021:	Best of Photojournalism: Photographer of the Year, třetí cena
- 2021:	World Press Photo, nominace na General News, Single
- 2021:	World Press Photo, nominace na Picture of the Year